# Fußball-Afrikameisterschaft der Frauen 2014/Qualifikation
Zur Qualifikation der Fußball-Afrikameisterschaft der Frauen 2014 wurden 25 afrikanische Frauen-Fußballnationalmannschaften gemeldet. Erstmals meldeten Burkina Faso (erst drei Spiele, alle 2007), die Komoren (bisher erst ein Spiel, 2006), Ruanda (bisher keine Spiele) und der Südsudan (bisher keine Spiele), von denen aber der Südsudan wieder zurückzog.
Guinea-Bissau, das diesmal zunächst wieder teilnehmen wollte, hatte zwar für die Meisterschaft 2002 gemeldet, dann aber zurückgezogen und bisher erst zwei Spiele (2006) ausgetragen und zog dann ebenso wie Sierra Leone und Mosambik erneut zurück.
Die Qualifikation wurde in zwei Runden im K.-o.-System mit Hin- und Rückspielen ausgetragen. In der ersten Runde trafen die 22 schwächeren Nationen aufeinander. Die Sieger ermittelten mit den drei erstplatzierten Nationalmannschaften der letzten Afrikameisterschaft (Äquatorialguinea, Kamerun und Südafrika) die sieben Mannschaften, die sich zusammen mit dem Ausrichter Namibia für die Endrunde qualifizierten. Die drei besten Mannschaften der Endrunde qualifizieren sich für die Fußball-Weltmeisterschaft der Frauen 2015 in Kanada.

## Erste Runde
Die Hinspiele waren für den 14. bis 16. Februar 2014, die Rückspiele waren für den 28. Februar bis 2. März 2014 angesetzt.
|                | Gesamt    |              | Hinspiel | Rückspiel |
| -------------- | --------- | ------------ | -------- | --------- |
| Algerien       | 2:0       | Marokko      | 2:0      | 0:0       |
| Ägypten        | 2:5       | Tunesien     | 0:3      | 2:2       |
| Äthiopien      | -:-       | Südsadan     | -:-      | -:-       |
| Burkina Faso   | 0:6       | Ghana        | 0:3      | 0:3       |
| Elfenbeinküste | 5:0       | Mali         | 4:0      | 1:0       |
| Ruanda         | (a)2:2(a) | Kenia        | 1:0      | 1:2       |
| Nigeria        | -:-       | Sierra Leone | -:-      | -:-       |
| Guinea-Bissau  | -:-       | Senegal      | -:-      | -:-       |
| Mosambik       | -:-       | Komoren      | -:-      | -:-       |
| Botswana       | 1:3       | Simbabwe     | 0:1      | 1:2       |
| Sambia         | 3:2       | Tansania     | 2:1      | 1:1       |

1. 1 2 3 4  zurückgezogen

## Zweite Runde
Die Hinspiele waren für den 23. bis 25. Mai, die Rückspiele für den 6. bis 8. Juni 2014 angesetzt. Die Sieger qualifizierten sich neben dem Gastgeber für die Fußball-Afrikameisterschaft der Frauen 2014. Die Komoren hatten ihre Mannschaft auf Antrag nach dem Hinrundenspiel zurückgezogen.
|                | Gesamt |                  | Hinspiel | Rückspiel         |
| -------------- | ------ | ---------------- | -------- | ----------------- |
| Algerien       | 5:3    | Tunesien         | 2:1      | 3:2               |
| Äthiopien      | 0:5    | Ghana            | 0:2      | 0:3               |
| Elfenbeinküste | 3:3    | Äquatorialguinea | 1:1      | 2:2               |
| Ruanda         | 01:12  | Nigeria          | 1:4      | 0:8               |
| Senegal        | 1:2    | Kamerun          | 1:1      | 0:1               |
| Komoren        | 00:13  | Südafrika        | 00:13    | nicht ausgetragen |
| Simbabwe       | 0:3    | Sambia           | 0:1      | 0:2               |

1. ↑  zurückgezogen